# Маркін Володимир Миколайович
Володимир Миколайович Маркін (нар.. 8 травня 1959, Большево, Московська область) — радянський і російський поп-співак, кіноактор, підприємець, композитор і автор дитячих пісень, телеведучий.

## Біографія
Володимир Маркін народився 8 травня 1959 року в Большево Московської області.
У 1976 році закінчив школу в Пушкіно, де займався музикою в шкільному ансамблі. Навчався на електромеханічному факультеті Московського енергетичного інституту, де займався художньою самодіяльністю.
Працював пакувальником, каменярем, швачкою-мотористом, настроювачем фортепіано. Знімався в кіно, одна з ролей — саксофоніст у фільмі Геральда Бежанова «Найчарівніша і найпривабливіша».
З 1980 року Володимир Маркін протягом шести років працював культоргом в спортивно-оздоровчому таборі при МЕІ «Алушта». Працюючи в таборі він отримав пропозицію стати учасником музичного гурту «Чарівні сутінки», а пізніше — передачі «Веселі хлопці». Брав участь у зйомках передачі «Ранкова пошта» з піснею «Я готовий цілувати пісок». Активно брав участь у житті табору МЕІ «Алушта».
У 1983 році після закінчення інституту Володимир Маркін почав працювати у Будинку культури Московського енергетичного інституту. Там організувалося тріо «Важке дитинство». До гурту увійшли Андрій Книшев, Сергій Шустицький і сам Маркін. Потім він займався сольною кар'єрою.
Найвідоміші пісні у виконанні співака — «Бузковий туман», «Самий симпатичний у дворі», «Дзвони», «Я готовий цілувати пісок», «Біла черемха», «Царівна несміяна».
Володимир Маркін організував продюсерську компанію «Важке дитинство». Займається виробництвом і продажем чаю і кави під торговою маркою «Маркін чай». Також є власником ресторану «Бузковий туман», у якому виходила однойменна програма.
У 1995 році входив до складу журі фестивалю КВН «Голосящий Ківін».
З 1996 року Володимир Маркін директор будинку культури МЕІ.
У 1995—2000 роках був ведучим програми «Бузковий туман» на телеканалах ОРТ (1995—1997) та РТР (1998—2000). З 2000 по 2001 роки був співведучим Ксенії Алфьорової у телепрограмі «Бінго шоу».
В той же час був головним музичним редактором каналу РТР. Періодично веде фестиваль «Дискотека 80-х».

### Політична діяльність
З 2012 року обраний депутатом муніципальних Зборів району Вихіно-Жулебіно в місті Москві від партії КПРФ, хоча сам до партії не вступав.
Звільнений в 2016 році з посади директора БК МЕІ з формулюванням «за прогули» після протестних заяв у пресі.
У вересні 2016 року висувався на виборах до Державної думи по округу № 199 в Москві (посів 6-те місце).
З травня 2018 року — член Ради з культури при Федеральній службі військ національної гвардії Російської Федерації.

## Дискографія
- 1991 — Владимир Маркин
- 1995 — Трудное детство
- 1998 — Ольга
- 2009 — Мои лучшие сбережения (частина 1, 2, 3)
- 2009 — Мои лучшие сбережения (частина 4)